# Kabarachois
 (9 décembre 2018).
Le Kabarachois Kréol est une animation culturelle, musicale et folklorique de l'île de La Réunion. Il se déroule tous les quatrièmes samedis du mois dans le quartier Le Barachois à Saint-Denis, situé sur le front de mer de  Saint-Denis.

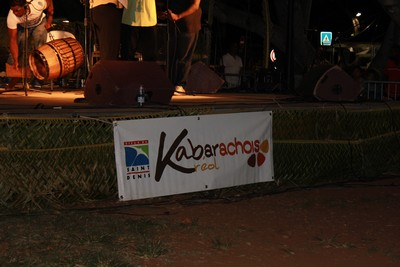
Affiche du Kabarachois Kréol

Le Kabarachois kréol a été mis en place par la municipalité de la commune depuis 2010, et la première manifestation a eu lieu le 23 octobre 2010. L'appellation kabarachois (« kabar » ou « kabaré » qui décrit une fête créole et « Barachois » pour le lieu) a été choisie pour évoquer cette animation dyonisienne.

## Concept
Les promoteurs de la manifestation ont pour objectif premier de valoriser la culture créole. Sa création est due à l'envie de transmettre aux Réunionnais cette culture qui a souvent été au second plan. Le contexte historique de l'île en est pour beaucoup. En effet, l'île - étant anciennement une colonie française et aujourd'hui un département d'outre-mer français - a fortement été influencée par le modèle de la Métropole, et à plus large échelle, par la culture occidentale. Il se crée alors une forte mise en retrait de la culture réunionnaise, d'autant plus qu'une grande partie de la population renie ses origines, notamment la musique traditionnelle (surtout le maloya.

## Animations
Lors de la présentation du projet Kabarachois Kreol, l'adjoint à la culture René Louis Pestel voulait mettre la culture réunionnaise en avant. L'accent est justement mis sur cette diversité culturelle.

### Ateliers artistiques

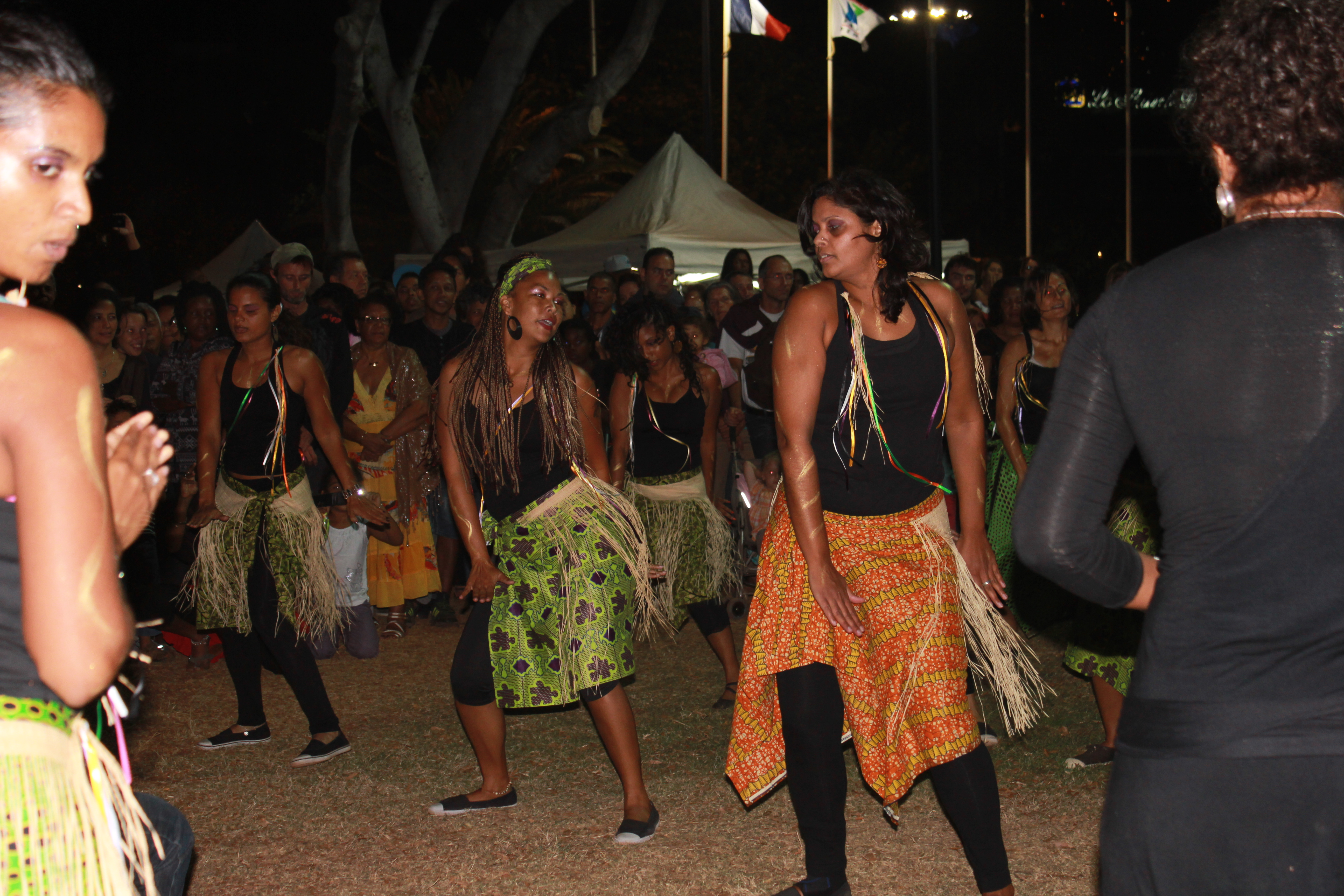
Représentation de danse africaine

On assiste à des ateliers de musique, de danse et d'écriture pour les petits mais aussi pour le public adulte.

### Contes

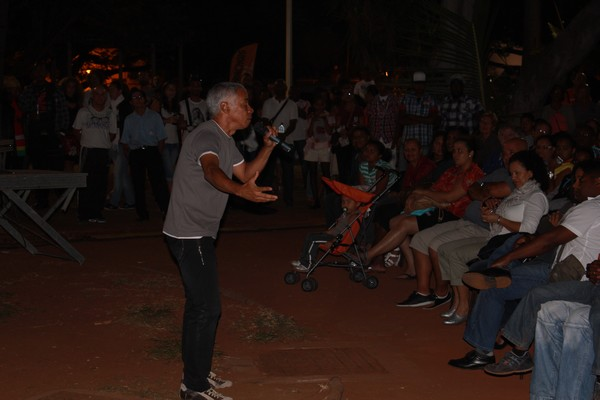
Sully Andoche racontant l'histoire de Plimé et Le Roi

On retrouve des histoires en créole, sous forme de poésies ou de contes. Chaque mois, le Kabarachois met au devant de la scène divers conteurs tel Beurty Dubar ou encore Sully Andoche. Ce dernier pratique le « Kriké kraké » des histoires avec une mise en scène souvent à pointe humoristique.
Il y a de petits sketchs présentés par des humoristes, connus (Thierry Jardinot) ou par des habitants.

### Cuisine

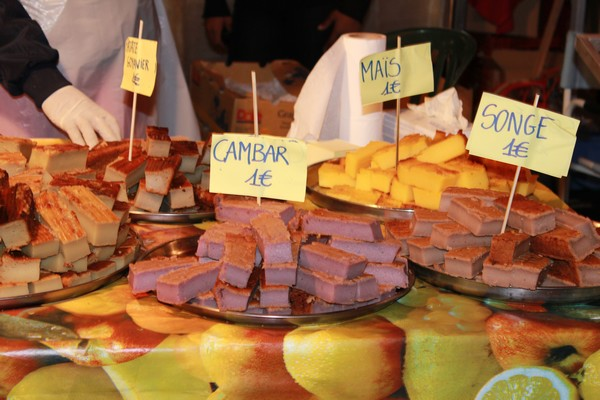
Les gâteaux pays présentés au Kabarachois Kréol

Les acteurs du Kabarachois proposent aux spectateurs les saveurs que l'on affectionne dans l'île (samoussa, bonbon coco, ou encore gâteau patate).

### Concerts

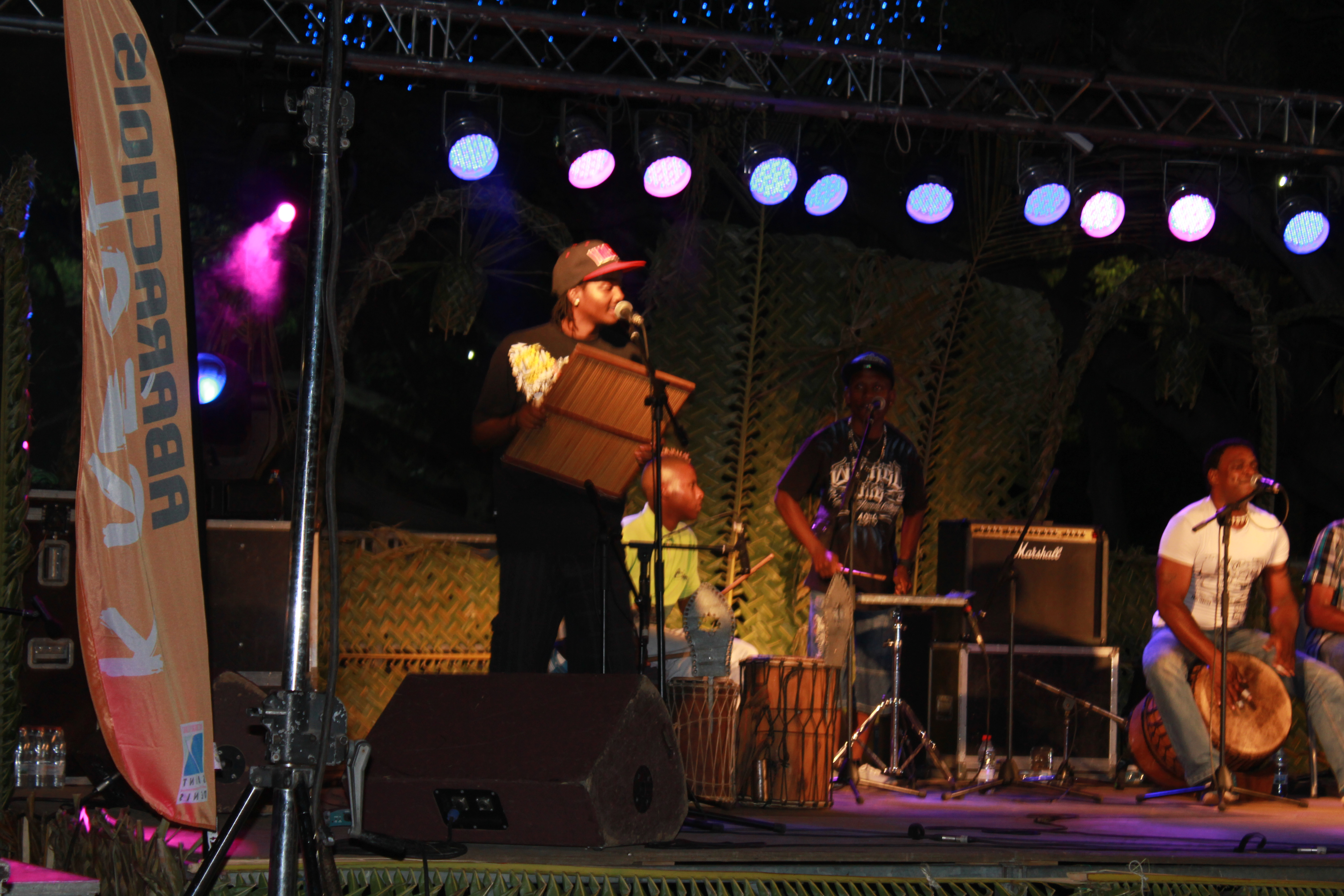
Concert de jeunes artistes à l'occasion des 2 ans du Kabarachois Kréol

Divers artistes provenant de toutes les régions de l'île se produisent sur la scène du Kabarachois Kréol. Les concerts et représentations sont régulièrement retransmis sur la chaîne locale « Télé Kréol ».
La célébration du deuxième anniversaire de la manifestation, le 27 novembre 2013 rassemble une foule importante. 
L'évènement est d'ailleurs annoncé sur la chaîne réunionnaise Kanal Austral. Pour l'occasion, le public est installé comme dans un théâtre plein air, assis sur des chaises et face à la scène de spectacle. 
Concernant les représentations musicales, il y passe par exemple du séga (Michou, Apolonia) à la reprise de titres-phares d'Alain Péters, un chanteur de maloya disparu en 1995.

#### Un mélange musical

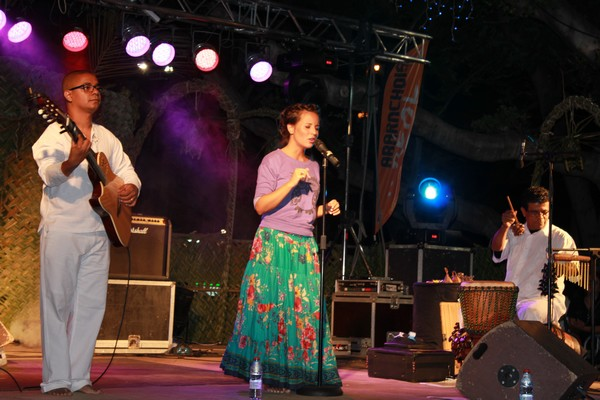
Le groupe Audrey Dardenne ek son band

Cette animation culturelle montre aussi que la musique réunionnaise (maloya, séga...) peut se mélanger à d'autres styles de musique, que l'on retrouve au-delà de ses frontières. Le groupe Audrey Dardenne ek son band en est la preuve : à l'occasion des deux ans du Kabarachois, la chanteuse, originaire de l'île, réussit à mélanger son univers et son style « pop soul » avec le maloya. 
Le Kabarachois Kréol est devenu un rendez-vous culturel pour beaucoup de Réunionnais. Elle permet de découvrir de nouvelles formes musicales et artistiques, mais aussi de (re)découvrir une partie du patrimoine réunionnais.